# Baixa Califòrnia
|  | Aquest article tracta sobre l'estat de Mèxic. Vegeu-ne altres significats a «Baixa Califòrnia (desambiguació)». |

Baixa Califòrnia (Baja California, en castellà) és un dels 31 estats que conformen Mèxic. Està localitzat a l'extrem nord-oest del país, i a la meitat del nord de la península homònima. A causa de l'antic nom del territori (Territorio Norte de Baja California), l'estat és anomenat incorrectament Baja California Norte (Nord).
L'estat limita al nord amb els Estats Units; a l'oest, amb l'oceà Pacífic; a l'est, amb Sonora i la mar de Cortés (també anomenat golf de Califòrnia); i al sud, amb Baja California Sur. L'estat té una població de 2,7 milions d'habitants, i prop del 75 % viu en les ciutats frontereres de Mexicali i Tijuana. L'estat està dividit en cinc municipis.

## Administració
L'estat es reparteix en cinc municipis: Ensenada, Mexicali, Tecate, Tijuana i Playas de Rosarito.

## Clima
En l'estat de Baixa Califòrnia hi ha una diversitat de climes i vegetació. Al nord-oest el clima és clima mediterrani i clima desèrtic, al sud. A la serralada central el clima és temperat d'alta muntanya, hi ha una abundància de boscos i les nevades són freqüents en temporada hivernal.

## Flora i fauna

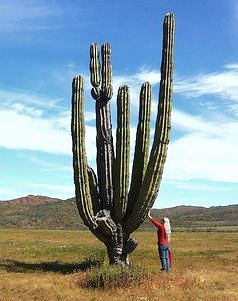
Cardón (Pachycereus pringlei).

Una de les espècies més característiques és Pachycereus pringlei, endèmica Baixa Califòrnia Sud, Baixa Califòrnia i Sonora, a Mèxic.

## Història
Durant l'època colonial, es va formar la colònia espanyola de "Califòrnia", com a part de l'administració de la Nova Espanya. El 1804 es va dividir en l'Alta Califòrnia (l'estat actual nord-americà de Califòrnia) i la Baixa Califòrnia, separant així les missions franciscanes (al nord) de les dominiques (al sud). Amb la independència de Mèxic aquestes dues colònies es van integrar a la federació com a "territoris". Després de la Guerra Estats Units-Mèxic, l'Alta Califòrnia es va annexar a aquest últim país. El 1850, la "Baixa Califòrnia" es va dividir en dos territoris mexicans: Baja California (Baixa Califòrnia) i Baja California Sur (Baixa Califòrnia Sud).
El 1952 el territori de Baja California va rebre l'estatus d'estat de la federació mexicana, el número 29. A partir d'aleshores, l'estat va experimentar un creixement demogràfic i econòmic sorprenent, sobretot a l'àrea fronterera del nord, ja que el sud de l'estat és molt desèrtic. El 1989 Baja California es va convertir en el primer estat governat per un partit d'oposició des de la Revolució Mexicana.